# Jan Stur
Jan Stur, właśc. Hersz Feingold (ur. 1895, zm. 15 czerwca 1923 w Zakopanem) – polski poeta, teoretyk i krytyk literacki.
Od 1919 związany był z grupą literacką skupioną wokół wydawanego w latach 1917–1922 poznańskiego pisma „Zdrój”. Rok później opublikował manifest literacki Czego chcemy, w którym wyłożył teoretyczne podstawy polskiego ekspresjonizmu. W 1921 ukończył prace nad zbiorem pism krytycznych Na przełomie. Współpracował z wydawaną we Lwowie „Gazetą Poranną i Wieczorną”.
Stur uważał ekspresjonizm za czynnik mający doprowadzić do odrodzenia duchowego po I wojnie światowej. W swojej twórczości opierał się na wzorach romantyzmu oraz spuściźnie Młodej Polski. Tematyką jego poezji są rozważania metafizyczno-religijne oraz moralne. W 1920 wydał dwa zbiory wierszy: Anima nostra i Triumfy. Przełomu część IV. W 1924 pośmiertnie wydane zostały jego Pisma (w dwóch tomach), w których znalazł się m.in. poemat Człeka wędrownego tragedia radosna będący poprawioną wersją Człeka wędrownego z 1921.
Był również edytorem polskiej poezji romantycznej, wydawał i opatrywał krytycznymi wstępami Zemstę Aleksandra Fredry (1919, 1922), Ballady i romanse (1920), Grażynę (1922), Grażynę i Odę do młodości (1925, 1927, 1929) Adama Mickiewicza i Anhellego Juliusza Słowackiego (1919). Opublikował również rozprawę krytyczną Tadeusza Micińskiego Kniaź Patiomkin, Nietota, Xiądz Faust (1920).
Przetłumaczył dramat Rabindranatha Tagorego Poczta (1922).
Zbiór esejów Stura Na przełomie. O nowej i starej poezji (1921) Jerzy Kwiatkowski nazwał „jedną z najambitniejszych tuż powojennych pozycji krytycznoliterackich”.